# 艾斯卡迪斯體育會
艾斯卡迪斯體育會（Atlètic Club d'Escaldes，也稱為 Atlètic d'Escaldes）是一家安道爾的足球會，位於安道爾南部埃斯卡尔德斯-恩戈尔达尼。艾斯卡迪斯體育會於2002年5月20日成立，同年加入安道爾乙組聯賽。2003-2004年賽季奪得冠軍升入甲組聯賽。三個賽季以來球會一直處於頂級聯賽，直到2006-2007年賽季降級到乙組聯賽，2019年重返頂級聯賽。

## 球會榮譽
- 安道爾甲組足球聯賽

 冠軍： (1) 2022–23賽季
- 安道爾乙組足球聯賽

 冠軍： (2) 2003–04賽季, 2018–19賽季
- 安道爾盃

 亞軍： (1) 2021年

## 外部鏈接
- 官方網站 （页面存档备份，存于）